# Koninklijke Kunstzaal Kleykamp

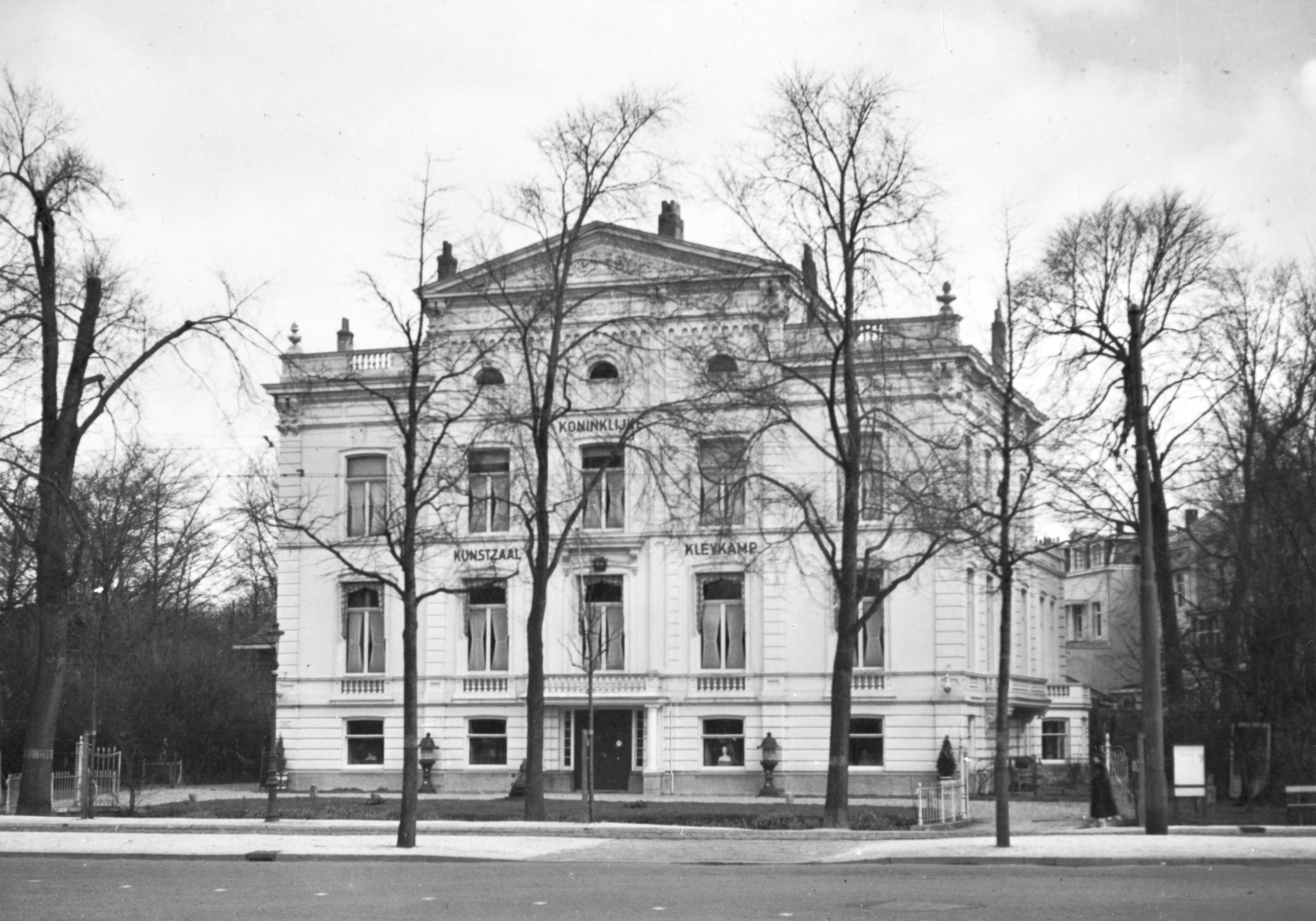
Scheveningseweg 10, Den Haag, ca. 1942

Koninklijke Kunstzaal Kleykamp war eine Kunsthandlung und ein Kunsthaus zunächst in Rotterdam, später in Den Haag und bestand von 1900 bis 1968.

## Geschichte
Um 1900 verkauften Pieter Kleykamp und seine Frau Ermina, geb. Haagen Smit, in Rotterdam Weidenkörbe und -möbel, außerdem betrieben sie einen kleinen Handel für asiatische Kunst. Sie organisierten für den Kunsthandel Verkaufsausstellungen im ganzen Land. 1909 zogen sie nach Den Haag, da sie dort einen größeren Markt vermuteten. Zunächst hatten sie ein Haus in der Oranjestraat, 1916 zogen sie in eine große weiße Villa, „Het Witte Huis“, im Scheveningseweg in der Nähe des Carnegieplein gegenüber dem Friedenspalast. In der obersten Etage fand das neue International Intermediary Institute Platz, das im Januar 1918 vom Leidener Völkerrechtler Cornelis van Vollenhoven (1874–1933) als privater Informationsdienst für die Bibliothek des Friedenspalastes gegründet wurde.
Der Kunstzaal Kleykamp war in Den Haag ein bekannter Name. In der Villa empfingen Pieter und Ermina Kleykamp die niederländische Elite in den herrschaftlichen Sälen. Im Kleykamp ging es nicht nur um den Verkauf von Kunst, das Gebäude war auch Kulturzentrum. Neben Auktionen fanden Ausstellungen moderner und asiatischer Kunst statt und der Schriftsteller Louis Couperus hielt regelmäßig Lesungen.
Nicht lange nach der Eröffnung des Kunstzaal Kleykamp in der weißen Villa erschien Königinmutter Emma, die sich eine Fotoausstellung ansehen wollte. Dieser Besuch stellte den Anfang einer Zusammenarbeit dar. So stellten Emma und Königin Wilhelmina auch Leihgaben für Ausstellungen zur Verfügung, die in der Presse viel diskutiert wurden und daher eine wichtige Kundschaft anzogen. Von Wilhelmina erhielt das Kunsthaus 1920 das Prädikat „Koninklijke Kunstzaal Kleykamp“.
Im Jahr 1932 wurden Werke von Wilhelmina ausgestellt, deren Erlös an bildende Künstler ging, die während der Wirtschaftskrise kein Arbeitslosengeld beziehen konnten. Die königliche Präsenz und das Engagement verschafften dem Kunstzaal Kleykamp Prestige und sorgten für die nötige Werbung.
Im Zweiten Weltkrieg wurde die Villa von den deutschen Besatzern beschlagnahmt und im Jahr 1944 durch Bombenangriffe der Royal Air Force zerstört. Dies erlebte Pieter Kleykamp jedoch nicht mehr, er starb 1942. Das Gebäude wurde nicht wieder aufgebaut. Heute befindet sich auf dem Grundstück eine Bank.
Die Kunsthandlung wurde noch bis 1968 in bescheidenem Umfang weitergeführt. Ihr neues Zuhause befand sich in der Anna Paulownastraat 60. 2004 wurde die „Stichting Historie Koninklijke Kunstzaal Kleykamp“ gegründet, die sich mit der Geschichte der Kunsthandlung beschäftigt. Ein wissenschaftliches Buch veröffentlichte die Stiftung über die Geschichte der Kunsthandlung im Jahr 2008.
Werke von Künstlern wie zum Beispiel Jan Toorop, Vincent van Gogh und von Malern der Haager Schule wurden dort ausgestellt. Der Töpfer Chris Lanooy hatte 1908 seine erste Ausstellung im Kunstzaal Kleykamp. Lea Halpern stellte dort 1932 aus. Es gab einen Vorfall mit Jan Toorop und dem Schriftsteller Louis Couperus. Der Maler verlangte, dass seine Werke aus dem Raum entfernt werden, in dem der Schriftsteller eine Lesung zu halten beabsichtigte. Er wollte seine Schöpfungen nicht dem Gerede eines leichtfertigen Schriftstellers aussetzen.

### Melderegister
Die Villa wurde 1941 von den deutschen Besatzern beschlagnahmt. Sie errichteten in der Villa das Zentrale Melderegister mit Duplikaten aller Personalausweise, einschließlich Fingerabdruck und Passfoto. Diese waren dank Jakob Lentz fälschungssicher. Lentz entwarf ein Dokument, das nicht nur ein Passfoto und einen Fingerabdruck enthielt, sondern auch Spezialkarton, ein Wasserzeichen und eine Tinte verwendete, die bei besonderem Licht unsichtbar wurde. So konnten die deutschen Besatzer jederzeit untersuchen, ob ein Personalausweis gefälscht war. 1943 schlug der Widerstandskämpfer Pierre Louis d’Aulnis de Bourouill der niederländischen Regierung und der Royal Air Force vor, dieses Archiv zu bombardieren. Die Bombardierung erfolgte am 11. April 1944 durch englische Mosquito-Flugzeuge. Diese Bombardierung war sehr präzise, da die Flugzeuge recht schnell und tief fliegen und so durch die deutsche Wehrmacht kaum abgefangen werden konnten. Der benachbarte Friedenspalast wurde dabei kaum beschädigt. Bei der Bombardierung und dem anschließend ausgebrochenen Feuer starben 61 Beschäftigte des Melderegisters, überwiegend Zivilisten, und ein Teil der Ausweiskopien verbrannte, jedoch weit weniger als erhofft. Die Opfer gehörten meist nicht zu den Besatzern, sondern waren niederländische Zivilpersonen. Im Nachhinein wurde der Angriff stark kritisiert. Er kam Jahre zu spät, 1944 waren viele Juden bereits deportiert, die Zahl der Opfer war viel zu hoch und von den Papieren waren zu wenige verbrannt. Dennoch bedeutete die teilweise Vernichtung der Ausweiskopien für den Widerstand eine Erleichterung.